# Океанійська екозона

Океанія (екозона) (англ. Oceanian realm; Oceania ecozone) — біогеографічна територія, яка охоплює острови й острівні групи в Тихому океані: Мікронезія, Фіджі і більша частина Полінезії за винятком Нової Зеландії.
Геологічно це наймолодша екозона. У той час як інші екозони включають до себе старі континентальні масиви суші або фрагменти континентів, Океанійська складається в основному з вулканічних островів і високих коралових атолів, які виникли з моря геологічно нещодавно, значною мірою в плейстоцені. Острови варіюються від крихітних острівців, морських скель і коралових атолів до великих гірських островів, таких як Гаваї та Фіджі.
Клімат островів Океанії тропічний або субтропічний, і варіюються сезонно від вологого до сухого. Найвологіші частини островів укриті тропічними й субтропічних вологими широколистяними лісами, в той час як більш сухі частини островів, в тому числі підвітряні сторони і багато з низьких коралових островів, укриті тропічними і субтропічними сухими широколистяними лісами і тропічними і субтропічними луками, саванами і чагарниками.